# You are free
「You are free」（ユー・アー・フリー）は、CHAGE&ASKA（現：CHAGE and ASKA）の楽曲。自身の33作目のシングルとして、ポニーキャニオンから1993年11月19日に発売された。

## 背景・リリース
1993年10月10日に発売されたオリジナル・アルバム『RED HILL』からリカットされた作品。「なぜに君は帰らない」と同時発売された。ASKAは、『RED HILL』を制作している段階で本作と「なぜに君は帰らない」をシングル化することを考えていたという。さらにこのシングルカットは『RED HILL』を紹介するためであり、音楽ランキングの何作連続1位記録にこだわっていないと公言している:235,401。

## 収録曲
| #         | タイトル                                  | 作詞           | 作曲          | 編曲                          | 時間  |
| --------- | ----------------------------------------- | -------------- | ------------- | ----------------------------- | ----- |
| 1.        | 「You are free」                          | 飛鳥涼         | 飛鳥涼        | 澤近泰輔                      | 6:16  |
| 2.        | 「星に願いを〜WHEN YOU WISH UPON A STAR」 | Ned Washington | Leigh Harline | 服部隆之                      | 5:08  |
| 3.        | 「世界にMerry X'mas (Orchestra Version)」 | 飛鳥涼         | 飛鳥涼        | 飛鳥涼、Jess Bailey、服部隆之 | 7:01  |
| 4.        | 「You are free （オリジナル・カラオケ）」 | -              | 飛鳥涼        | 澤近泰輔                      | 6:15  |
| 合計時間: | 合計時間:                                 | 合計時間:      | 合計時間:     | 合計時間:                     | 24:40 |

## 楽曲解説
1. You are free
CHAGE（現：Chage）とASKA出演のアサヒ飲料 缶コーヒー ｢J.O.｣ CMソング。
メロディーは、1990年代のアメリカのR&Bを取り入れたサウンドとなっている[1]。歌詞は切ない別れを描いており、「とてもしっかりした『きみ』がいて、『きみ』は今まで間違いがない人だから、今回の別れは正解かもしれないね」という内容である[1][4]。
コーラスには、アメリカのグループである14カラット・ソウルが参加している[4]。
ミュージック・ビデオには、香港の女優であるミッシェル・リー（李嘉欣）が出演している[注 2]。
2002年に発売されたセルフカバー・アルバム『STAMP』にも収録されている。
2. 星に願いを〜WHEN YOU WISH UPON A STAR〜
ディズニー映画『ピノキオ』の主題歌として発表された歌のカバーである。
3. 世界にMerry X'mas（Orchestra Version）
1992年に発売されたアルバム『GUYS』収録曲のオーケストラ・バージョン。
4. You are free （オリジナル・カラオケ）

## 収録アルバム
国内盤
- GUYS (#3)※オリジナル・ヴァージョン
- RED HILL (#1)
- SUPER BEST BOX SINGLE HISTORY 1979-1994 AND Snow Mail (#1,#2,#3)
- CHAGE&ASKA VERY BEST ROLL OVER 20TH (#1)
- STAMP (#1)※セルフカバー
- Snow Mail add 3 songs (#2,#3)

海外盤
- 倆心知〜原創紀念歌集 (#1) ※中国盤ボーナス・トラック
- Singles - The European Collection (#1)
- GREATEST HITS (#1)
- Asian Communications Best (#1)

## カバー
You are free
- サリー・イップ（葉蒨文） （1994年、粵語アルバム『女人的弱點』、日本版タイトル『ユー・アー・フリー』）
- サリー・イップ（葉蒨文） （1994年、中国語アルバム『離開情人的日子』）
- 14カラット・ソウル（14 KARAT SOUL） （1994年、カバー・アルバム『TRANSPACIFIC』）
- マキシ・プリースト featuring シャギー（Maxi Priest featuring Shaggy） （1996年、トリビュート・アルバム『one voice THE SONGS OF CHAGE&ASKA』）